# Кухарчук-Хрущова Ніна Петрівна

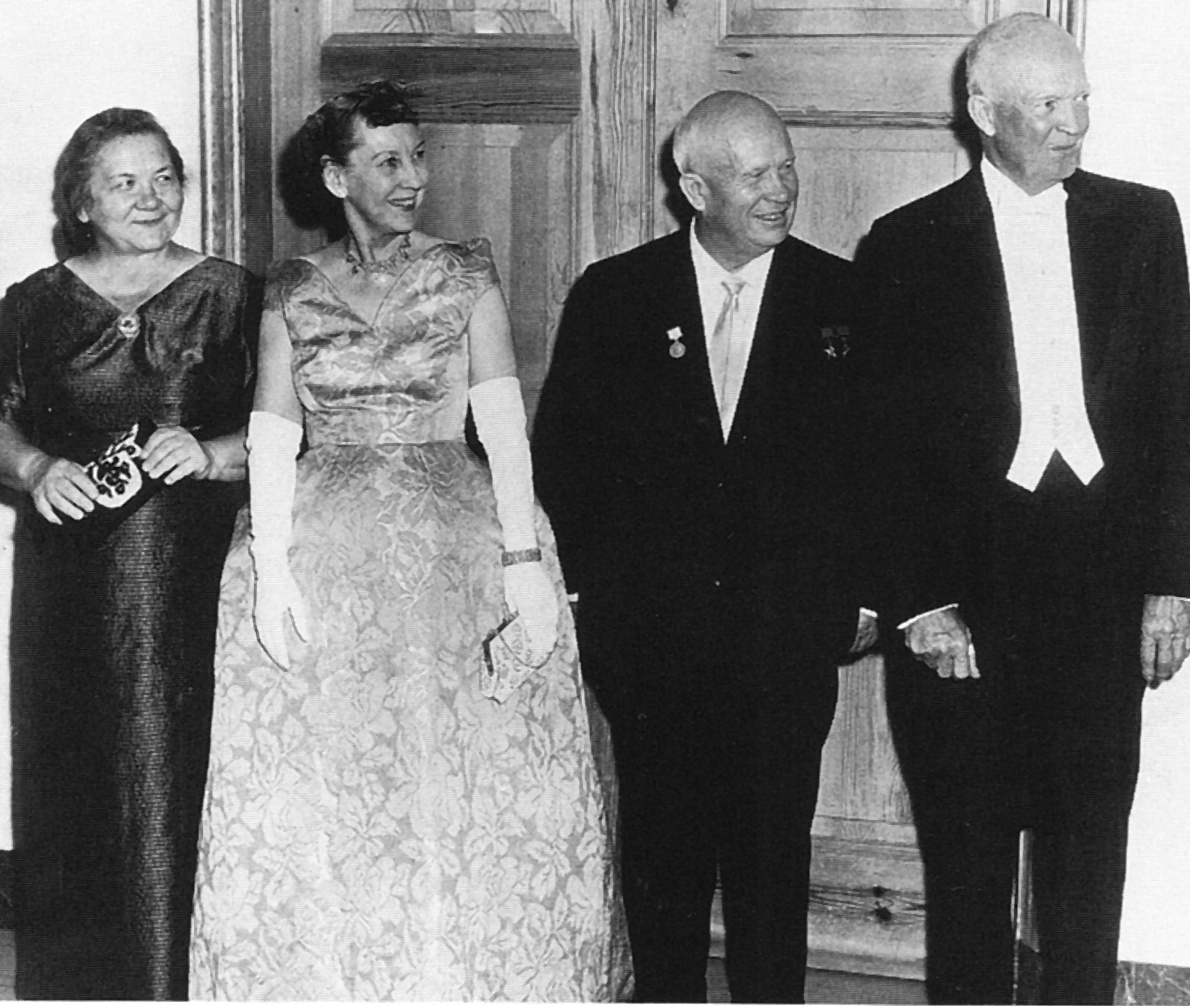
Ніна Кухарчук, Мемі Ейзенхауер, Микита Хрущов, Дуайт Ейзенхауер (1959)

Ні́на Петрі́вна Кухарчук-Хрущо́ва (14 квітня 1900, с. Василів, Томашівський повіт, Холмська губернія, Російська імперія, нині Польща — 9 серпня 1984, Москва, Російська РФСР) — радянська громадська діячка, першою з перших леді СРСР брала участь у закордонних подорожах, зустрічалася з першими особами інших держав та їхніми дружинами, впливала на державні рішення Микити Хрущова. Поліглотка та ерудитка, вільно володіла українською, російською, польською та французькою, вивчала англійську.

## Життєпис
Народилася в селі Василів на Холмщині в українській селянській родині Кухарчука Петра Васильовича і Бондарчук Катерини Григорівни. Мала молодшого брата Івана, 1903 року народження.
У 1912 році закінчила трирічну початкову школу в селі Василеві. З 1912 по 1913 рік навчалася в першому класі прогімназії в місті Любліні, з 1913 по 1914 рік — у другому класі прогімназії в місті Холмі (нині Польща). Згадувала як у школі дітей били лінійкою по руках за погане володіння російською мовою:

Народилася я 14 квітня 1900 року в селі Василів, Потуржинської гміни (волості) Томашівського повіту, Холмської губернії… В мене був брат на три роки молодший за мене. Населення Холмської губернії було українське, у селах говорили по-українськи, адміністрація ж у селі, у гміні і вище була російська. У школах навчали дітей російською мовою, хоча в сім'ях російською не говорили. Пригадую, що в першому класі початкової сільської школи, де я вчилася, учитель бив лінійкою по долоням учнів за провини, зокрема за погане розуміння пояснень вчителя російською (діти не знали російської мови). Це називалося «отримати лапу»
Оригінальний текст (рос.)
Родилась я 14 апреля 1900 года в селе Василёв, Потуржинской гмины (волости) Томашовского уезда, Холмской губернии... У меня был брат на три года моложе меня. Население Холмской губернии было украинское, в селах говорили по-украински, администрация же в селе, в гмине и выше была русская. В школах обучали детей на русском языке, хотя в семьях по-русски не говорили. Вспоминаю, что в первом классе начальной сельской школы, где я училась, учитель бил линейкой по ладоням учеников за провинности, в том числе за плохое понимание объяснений учителя по-русски (дети не знали русского языка). Это называлось «получить лапу»
Алексей Аджубей. Крушение иллюзий. — М.: «Интербук», 1991, — с. 43..

Під час Першої світової жила в Холмі, де служив «ратником» батько. У роки війни за сприянням холмського єпископа Євлогія вступила за державний кошт до холмського Маріїнського жіночого училища. Пізніше разом із училищем була евакуйована до Одеси, де проживала в інтернаті і закінчила в 1919 році 8 класів. Потім деякий час працювала в канцелярії училища.
На початку 1920 року вступила у підпіллі до РКП(б), брала участь у партійній роботі в Одеській губернії. У червні 1920 року по партійній лінії була направлена агітаторкою на Польський фронт. В утвореній в тому ж році Комуністичній партії Західної України (КПЗУ) була призначена завідувачкою відділу ЦК КПЗУ із роботи серед жінок у місті Тарнополі. Восени 1920 року отримала скерування на шестимісячні курси в Комуністичний університет імені Я. М. Свердлова до Москви. Влітку 1921 року направлена викладачкою історії революційного руху на Заході в Донецьку губернську партійну школу в місті Бахмуті, працювала також секретарем Донецької губернської комісії із чистки лав партії.
На початку 1922 року важко перехворіла висипним тифом, але вже влітку партійна керівниця Серафима Гопнер влаштувала її на роботу на губернські курси вчителів в Таганрозі. Восени 1922 року Ніна Кухарчук прибула до Юзівки як викладачка політекономії окружної партійної школи. Тут познайомилася з Микитою Хрущовим, який навчався на робітничому факультеті і вже мав сина та дочку від першої дружини. Проживши разом майже півстоліття, тільки в 1965 році при оформленні пенсійних справ і прописки в новій квартирі шлюб буде зареєстровано. 
Наприкінці 1923 року була відряджена на роботу пропагандиста районного комітету КП(б)У на рудник Рутченкова. З 1924 року, разом із Микитою Хрущовим, працювала пропагандистом районного комітету КП(б)У на Петровському руднику Петрово-Мар'їнського району Юзівського округу. У 1926 році знову вирушила до Москви, на навчання до Комуністичної академії імені Н. К. Крупської на відділенні політичної економії, після завершення навчання в 1927 році направлена викладачкою політекономії в Київську міжокружну партійну школу. У 1929 році в Києві народила від Хрущова дочку Раду. Діти від першого шлюбу жили з ними, Кухарчук виховувала як власних.
У 1930 році чоловіка перевели в Москву, сім'я вирушила з ним. Ніна Кухарчук працювала на Московському електрозаводі імені Куйбишева, де була членом парткому і завідувачем відділу агітації і пропаганди парткому заводу. Сім'я оселилася в чотирикімнатній квартирі разом з батьками чоловіка. На заводі Кухарчук пропрацювала до 1935 року, коли народила сина Сергія. У 1937 році народила дочку Олену зі слабким здоров'ям, яка померла у 1971 році. Надалі Ніна Кухарчук не припиняла громадської роботи. Працювала допізна, а поверталась пізно ввечері трамваєм, без будь-якої охорони.
У 1938 році родина повернулася до Києва: чоловік став першим секретарем ЦК КПУ, а Ніна  Кухарчук викладала історію партії в районній партійній школі Молотовського району міста Києва, читала лекції, за перевіркою уроків у дітей не забувала про власну освіту. Закінчила московську Комуністичну академії імені Н. К. Крупської, почала вивчати англійську на вечірніх курсах (також вільно володіла російською, українською, польською та французькою). Під час Другої світової війни з дітьми жила в евакуації в Куйбишеві.
Після смерті Сталіна Ніна Кухарчук стала першою леді держави. На цьому пості брала участь у зарубіжних поїздках, зустрічалася з першими особами інших держав та їхніми дружинами, що до неї в СРСР не було прийнято. Розумна і освічена, Кухарчук прекрасно зналася в економіці і нерідко впливала на рішення Хрущова. У перші тижні після відставки Хрущов перебував у стані шоку. У 70 років він все ще був бадьорим і енергійним, звик працювати по 14-16 годин на добу. Залишившись без роботи, він навіть не намагався приховати своєї розгубленості. Годинами нерухомо сидів у кріслі. Коли директор школи, у якій навчався його онук, з цікавості запитав хлопчика, чим займається Микита Сергійович, той відповів: «Дідусь плаче».
Не надто полюбляла облаштування побуту. Сім'я жила у державних квартирах, господарство провадили співробітниці з обслуги. Ніна Хрущова пережила чоловіка і доньку Олену. Удочерила дочку старшого сина, який загинув під час війни. Проживала на державній дачі в Жуківці Одинцовського району, мала пенсію приблизно 200 рублів.
Похована на Новодівичому кладовищі в Москві.